# Tabanus autumnalis
Tabanus autumnalis là một loài ruồi có kích thước trung bình trong họ Tabanidae. Sải cánh dài 13–16 mm và cơ thể dài 16–22 mm.